# Сульфид железа(III)
Сульфид железа(III) — неорганическое соединение, 
соль железа и сероводородной кислоты с формулой Fe2S3,
жёлто-зелёные кристаллы,
не растворяется в воде.

## Получение
- Обменная реакция между сульфидом аммония и соли трёхвалентного железа должна происходить так:

{\displaystyle {\mathsf {2Fe(NO_{3})_{3}+3(NH_{4})_{2}S\ {\xrightarrow {}}\ Fe_{2}S_{3}\downarrow +6NH_{4}NO_{3}}}}
Но из-за окислительного действия ионов Fe3+, осадок Fe2S3 получить из раствора не удается. При добавлении сульфида к раствору Fe3+ образуется осадок, содержащий FeS и коллоидную серу.
- Действие сероводорода на суспензию гидроксида железа(III) в отсутствие воздуха:

{\displaystyle {\mathsf {2Fe(OH)_{3}+3H_{2}S\ {\xrightarrow {}}\ Fe_{2}S_{3}\downarrow +6H_{2}O}}}
- Пропускание горячего сероводорода через оксид железа(III):

{\displaystyle {\mathsf {Fe_{2}O_{3}+H_{2}S\ {\xrightarrow {<100^{o}C}}\ Fe_{2}S_{3}+H_{2}O}}}

## Физические свойства
Сульфид железа(III) образует жёлто-зелёные кристаллы
кубической сингонии,
пространственная группа F d3m,
параметры ячейки a = 0,99342 нм, Z = 12.
Весьма слабо растворяется в воде.
Кристаллы образуются при длительной выдержке аморфной суспензии под давлением сероводорода в 10 ат.

## Химические свойства
- Разлагается при нагревании в инертной атмосфере:

{\displaystyle {\mathsf {Fe_{2}S_{3}\ {\xrightarrow {200^{o}C}}\ FeS+FeS_{2}}}}
- При хранении на воздухе разлагается несколькими путями:

{\displaystyle {\mathsf {2Fe_{2}S_{3}\ {\xrightarrow {}}\ Fe_{3}S_{4}+FeS_{2}}}}
{\displaystyle {\mathsf {2Fe_{2}S_{3}+3O_{2}\ {\xrightarrow {}}\ 2Fe_{2}O_{3}+6S}}}
присутствие влаги ускоряет разложение.